# آکیهو یوشیزاوا
آکیهو یوشیزاوا (انگلیسی: Akiho Yoshizawa؛ زاده ۳ مارس ۱۹۸۴) یک بازیگر پورنوگرافی اهل ژاپن است.
از فیلم‌ها یا برنامه‌های تلویزیونی که وی در آن نقش داشته‌است می‌توان به The 33D Invader اشاره کرد.